# Eugoa africana
Eugoa africana är en fjärilsart som beskrevs av George Francis Hampson 1900. Eugoa africana ingår i släktet Eugoa och familjen björnspinnare. Inga underarter finns listade i Catalogue of Life.